# Pentacalia miniaurita
Pentacalia miniaurita là một loài thực vật có hoa trong họ Cúc. Loài này được (Sagást. & M.O.Dillon) Cuatrec. mô tả khoa học đầu tiên năm 1994.